# Bahnhof Klimmen-Ransdaal
Der Bahnhof Klimmen-Ransdaal ist ein Durchgangsbahnhof mit denkmalgeschütztem Empfangsgebäude in der Gemeinde Voerendaal in der niederländischen Provinz Limburg.
In den Jahren 2019 und 2020 wurde der Bahnhof als bester der Niederlande ausgezeichnet. Bei einer Untersuchung durch I&O Research im Auftrag von ProRail und NS zeigten sich im Jahr 2020 96 Prozent der Reisenden zufrieden, was einem Rückgang von einem Prozentpunkt gegenüber dem Vorjahr entsprach.

## Lage und Aufbau
Der Bahnhof liegt an der Gebietsgrenze der Orte Klimmen und Ransdaal und besitzt zwei Außenbahnsteige mit jeweils 151 Metern Länge an der zweigleisigen Bahnstrecke Heerlen–Schin op Geul. An der Nordseite des Bahnhofes befindet sich das denkmalgeschützte Empfangsgebäude.

### Bahnhofsgebäude

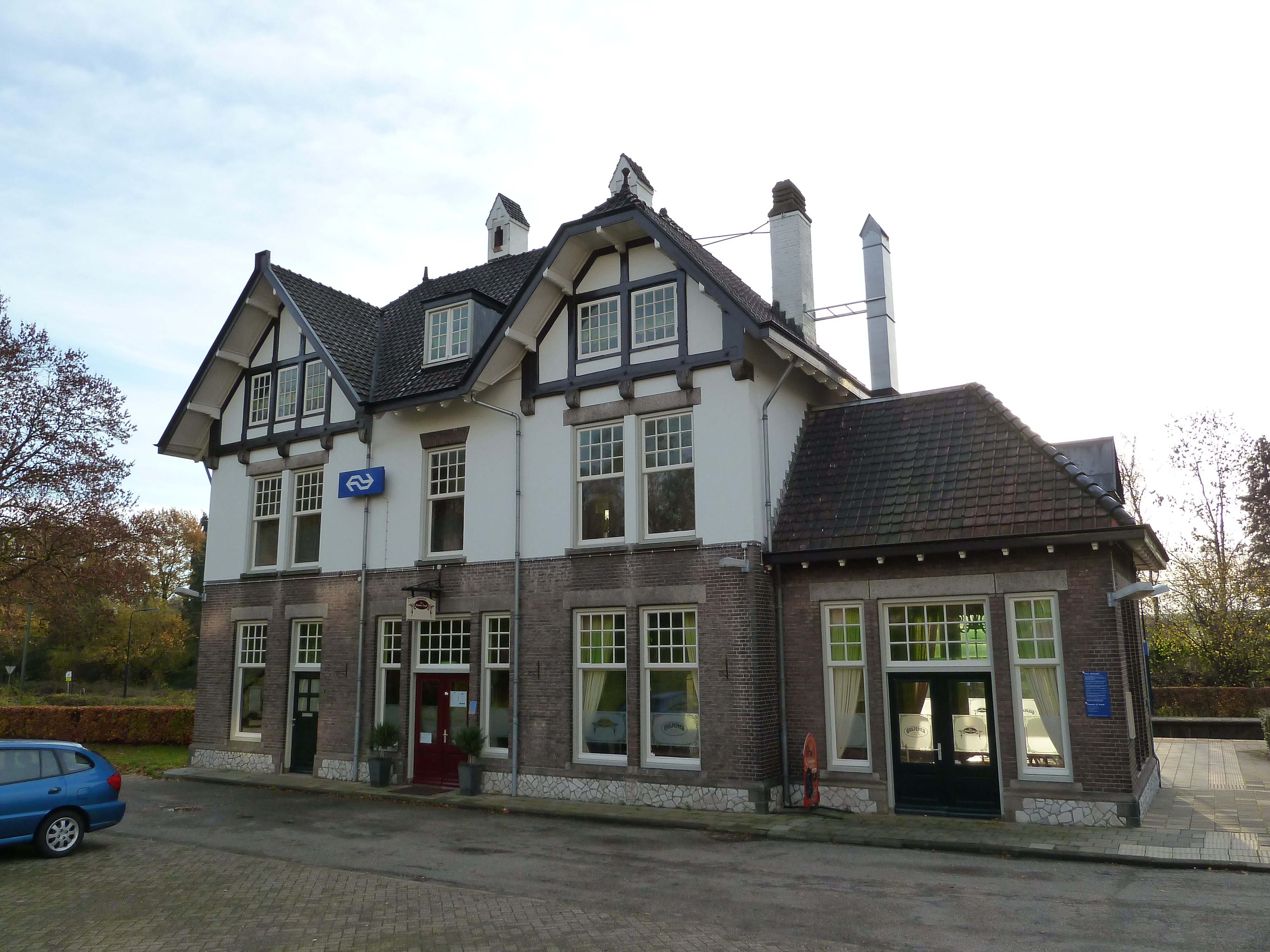
Vorderseite des Bahnhofsgebäudes

Der Bau des Empfangsgebäudes erfolgte im Jahr 1913 nach den Plänen des niederländischen Architekten George van Heukelom, der im Dienste der Staatsspoorwegen mehrere Bahnhofsgebäude wie das des Bahnhofes Maastricht entwarf. Im Gegensatz zu einem Großteil der durch die Staatsspoorwegen angelegten Bahnhöfe handelt es sich bei den Exemplaren der Bahnhöfe Klimmen-Ransdaal und Voerendaal um Unikate. Das Gebäude besteht aus einem hohen Gebäudeflügel mit drei Schornsteinen sowie einem niedrigen, in dem ursprünglich der Warteraum untergebracht war, und setzt sich aus Naturstein, Backstein und Holz zusammen. Auf der gleiszugewandten Seite erstreckt sich im Obergeschoss ein Balkon über einen Vorsprung. Im Obergeschoss befand sich die Wohnung des Bahnwächters. Zum 11. November 1998 wurde das Bahnhofsgebäude in das Rijksmonumentenregister des Rijksdienst voor het Cultureel Erfgoed aufgenommen und steht seither als Rijksmonument unter Denkmalschutz. Seit 2005 befindet sich die Brasserie De Blauwe Engel in dem Empfangsgebäude, die nach der gleichnamigen Triebwagenbaureihe benannt ist.

## Verkehr
Bis Dezember 2006 führten die Nederlandse Spoorwegen den Schienenpersonenverkehr auf der Heerlen–Maastricht. Fortan betrieb Veolia Transport Nederland die Strecke für zehn Jahre. Dabei wurden zunächst von den NS geliehene Triebwagen der Baureihe Mat ’64 eingesetzt. Im Laufe des Jahres 2008 übernahmen Neufahrzeuge des Typs Stadler GTW den Betrieb. Seit Eingang des Jahresfahrplans 2017 ist Arriva Personenvervoer Nederland Betreiber der Strecke und bringt Elektrotriebwagen des Typs Stadler FLIRT zum Einsatz. Anfänglich kamen auch von Veolia übernommene Stadler-GTW-Züge zum Einsatz.
Im Jahresfahrplan 2022 wird der Bahnhof Klimmen-Ransdaal von folgender Nahverkehrslinie bedient:
| Zugtyp                         | Linienverlauf | Frequenz      |
| ------------------------------ | --- | ------------- |
| RS 18 Stoptrein 32000 (Arriva) | Maastricht Randwyck – Maastricht – Maastricht Noord – Meerssen – Houthem-Sint Gerlach – Valkenburg – Schin op Geul – Klimmen-Ransdaal – Voerendaal – Heerlen-Woonboulevard – Heerlen | halbstündlich |